# Bokermannohyla clepsydra
A Bokermannohyla clepsydra a kétéltűek (Amphibia) osztályának békák (Anura) rendjébe és a levelibéka-félék (Hylidae) családjába tartozó faj.

## Előfordulása
A faj Brazília endemikus faja. Természetes élőhelye szubtrópusi vagy trópusi nedves síkvidéki erdők és folyók. A fajt élőhelyének elvesztése fenyegeti.